# Grand Prix Formule 1 van Groot-Brittannië 1991

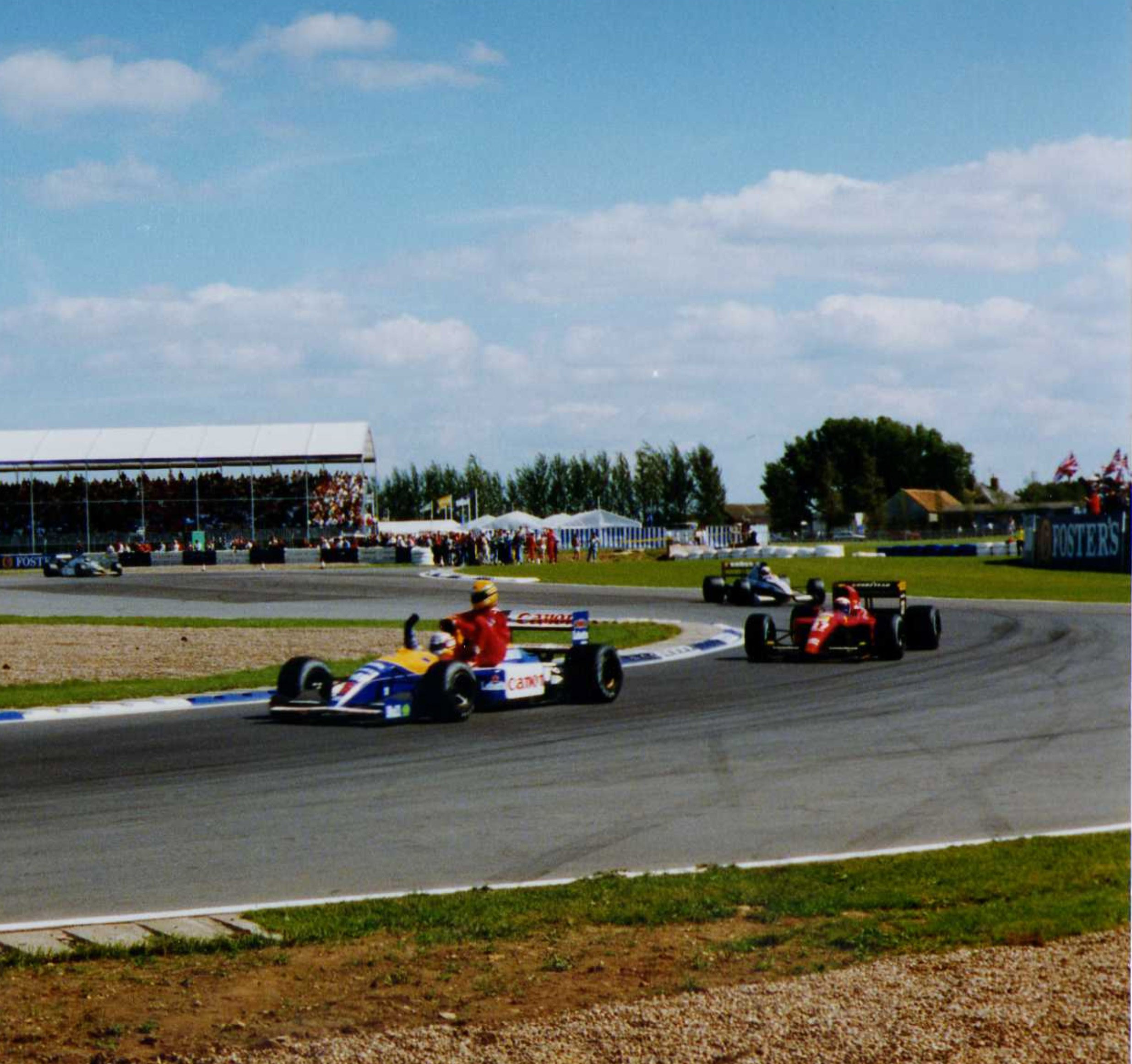
Na zijn tweede overwinning op rij geeft Nigel Mansell in de uitloopronde concurrent Ayrton Senna een lift terug naar de pits. De Braziliaan was in de uitloopronde zonder benzine stil komen te staan.

De Grand Prix Formule 1 van Groot-Brittannië 1991 werd gehouden op 14 juli 1991 op Silverstone.

## Uitslag
| Positie | Nummer | Rijder             | Team                          | Ronden | Tijd/Opgave     | Startplaats | Punten |
| ------- | ------ | ------------------ | ----------------------------- | ------ | --------------- | ----------- | ------ |
| 1       | 5      | Nigel Mansell      | Williams-Renault              | 59     | 1:27:35.479     | 1           | 10     |
| 2       | 2      | Gerhard Berger     | McLaren-Honda                 | 59     | + 42.293        | 4           | 6      |
| 3       | 27     | Alain Prost        | Ferrari                       | 59     | + 1:00.150      | 5           | 4      |
| 4       | 1      | Ayrton Senna       | McLaren-Honda                 | 58     | Geen benzine    | 2           | 3      |
| 5       | 20     | Nelson Piquet      | Benetton-Ford                 | 58     | + 1 Ronde       | 8           | 2      |
| 6       | 32     | Bertrand Gachot    | Jordan-Ford                   | 58     | + 1 Ronde       | 17          | 1      |
| 7       | 4      | Stefano Modena     | Tyrrell-Honda                 | 58     | + 1 Ronde       | 10          |        |
| 8       | 3      | Satoru Nakajima    | Tyrrell-Honda                 | 58     | + 1 Ronde       | 15          |        |
| 9       | 23     | Pierluigi Martini  | Minardi-Ferrari               | 58     | + 1 Ronde       | 23          |        |
| 10      | 21     | Emanuele Pirro     | Dallara-Judd                  | 57     | + 2 Rondes      | 18          |        |
| 11      | 24     | Gianni Morbidelli  | Minardi-Ferrari               | 57     | + 2 Rondes      | 20          |        |
| 12      | 11     | Mika Häkkinen      | Lotus-Judd                    | 57     | + 2 Rondes      | 25          |        |
| 13      | 22     | Jyrki Järvilehto   | Dallara-Judd                  | 56     | + 3 Rondes      | 11          |        |
| 14      | 12     | Johnny Herbert     | Lotus-Judd                    | 55     | Oliedruk        | 24          |        |
| NF      | 8      | Mark Blundell      | Brabham-Yamaha                | 52     | Motor           | 12          |        |
| NF      | 33     | Andrea de Cesaris  | Jordan-Ford                   | 41     | Spin            | 13          |        |
| NF      | 28     | Jean Alesi         | Ferrari                       | 31     | Botsing         | 6           |        |
| NF      | 30     | Aguri Suzuki       | Lola-Ford                     | 29     | Botsing         | 22          |        |
| NF      | 25     | Thierry Boutsen    | Ligier-Lamborghini            | 29     | Motor           | 19          |        |
| NF      | 7      | Martin Brundle     | Brabham-Yamaha                | 28     | Gaspedaal       | 14          |        |
| NF      | 9      | Michele Alboreto   | Arrows-Ford                   | 25     | Transmissie     | 26          |        |
| NF      | 15     | Mauricio Gugelmin  | Leyton House-Ilmor            | 24     | Chassis         | 9           |        |
| NF      | 19     | Roberto Moreno     | Benetton-Ford                 | 21     | Versnellingsbak | 7           |        |
| NF      | 29     | Eric Bernard       | Lola-Ford                     | 21     | Transmissie     | 21          |        |
| NF      | 16     | Ivan Capelli       | Leyton House-Ilmor            | 16     | Spin            | 16          |        |
| NF      | 6      | Riccardo Patrese   | Williams-Renault              | 1      | Botsing         | 3           |        |
| NQ      | 26     | Érik Comas         | Ligier-Lamborghini            |        |                 |             |        |
| NQ      | 10     | Stefan Johansson   | Arrows-Ford                   |        |                 |             |        |
| NQ      | 18     | Fabrizio Barbazza  | AGS-Ford                      |        |                 |             |        |
| NQ      | 17     | Gabriele Tarquini  | AGS-Ford                      |        |                 |             |        |
| PQ      | 14     | Olivier Grouillard | Fondmetal-Ford                |        |                 |             |        |
| PQ      | 34     | Nicola Larini      | Modena Lamborgini-Lamborghini |        |                 |             |        |
| PQ      | 35     | Eric van de Poele  | Modena Lamborgini-Lamborghini |        |                 |             |        |
| PQ      | 31     | Pedro Chaves       | Coloni-Ford                   |        |                 |             |        |

## Wetenswaardigheden
- Ayrton Senna werd vierde maar in de uitloopronde viel hij stil. Hij kreeg een lift van Nigel Mansell.

## Statistieken
| Pole-position | Nigel Mansell | Williams-Renault | 1:20.939 |
| Snelste ronde | Nigel Mansell | Williams-Renault | 1:26.379 |

## Noot
- Dit was de eerste Grand Slam voor Nigel Mansell.

1926 · 1927 · 1948 · 1949 · 1950 · 1951 · 1952 · 1953 · 1954 · 1955 · 1956 · 1957 · 1958 · 1959 · 1960 · 1961 · 1962 · 1963 · 1964 · 1965 · 1966 · 1967 · 1968 · 1969 · 1970 · 1971 · 1972 · 1973 · 1974 · 1975 · 1976 · 1977 · 1978 · 1979 · 1980 · 1981 · 1982 · 1983 · 1984 · 1985 · 1986 · 1987 · 1988 · 1989 · 1990 · 1991 · 1992 · 1993 · 1994 · 1995 · 1996 · 1997 · 1998 · 1999 · 2000 · 2001 · 2002 · 2003 · 2004 · 2005 · 2006 · 2007 · 2008 · 2009 · 2010 · 2011 · 2012 · 2013 · 2014 · 2015 · 2016 · 2017 · 2018 · 2019 · 2020 · 2021 · 2022 · 2023 · 2024 · 2025 · 2026 · 2027 · 2028 · 2029 · 2030 · 2031 · 2032 · 2033 · 2034